# Analog horror
Analog horror (lit.: Terror analógico) é um subgênero da ficção de terror, constituindo uma variação da técnica de "found footage". Frequentemente citado como originário dos vídeos da Internet dos anos 2010, esse gênero é caracterizado por mídias de baixa resolução, mensagens enigmáticas e estilos visuais que remetem à televisão da segunda metade do século XX (muitas vezes ambientada entre os anos 1960 e 1990). É apelidado de "terror analógico" por causa da estranheza agravada pela estética retrô. Obras notáveis incluem Local 58, Gemini Home Entertainment, The Smile Tapes, Thalasin, The Walten Files, Monument Mythos  e The Mandela Catalogue.

## Características
Esse gênero é comumente caracterizado pela baixa resolução das gravações, mensagens enigmáticas e estilos visuais que lembram a televisão do século XX. Isso é feito para combinar com o cenário, visto que boa parte das obras de terror analógico são ambientadas nesse século.

## História
O terror analógico pode ser considerado uma ramificação ou descendente de lendas de creepypastas. O subgênero é normalmente citado como originário de vídeos da Internet (principalmente do YouTube) do final da década de 2010, ganhando popularidade substancial após o lançamento de Local 58 por Kris Straub. A série, que rapidamente se tornou um sucesso, mais tarde inspiraria obras como The Mandela Catalogue e The Walten Files.
Em janeiro de 2022, a Netflix lançou Archive 81 (baseada em um podcast homônimo), que compartilha características muito semelhantes ao terror analógico. No entanto, a série foi cancelada após uma única temporada.